# Fort Wayne Fury
I Fort Wayne Fury sono stati una franchigia di pallacanestro della Continental Basketball Association (CBA), con sede a Fort Wayne. Fondati nel 1991, giocavano all'Allen County War Memorial Coliseum.

## Stagioni
| Stagione | Lega | Denominazione   | V  | P  | %    | Piazzamento | Play-off             |
| -------- | ---- | --------------- | -- | -- | ---- | ----------- | -------------------- |
| 1991-92  | CBA  | Fort Wayne Fury | 21 | 35 | 37,5 | 4º          | -                    |
| 1992-93  | CBA  | Fort Wayne Fury | 20 | 36 | 35,7 | 4º          | -                    |
| 1993-94  | CBA  | Fort Wayne Fury | 19 | 37 | 33,9 | 2º          | -                    |
| 1994-95  | CBA  | Fort Wayne Fury | 24 | 32 | 42,9 | 2º          | Primo turno          |
| 1995-96  | CBA  | Fort Wayne Fury | 25 | 31 | 44,6 | 2º          | Finale CBA           |
| 1996-97  | CBA  | Fort Wayne Fury | 20 | 36 | 35,6 | 6º          | -                    |
| 1997-98  | CBA  | Fort Wayne Fury | 31 | 25 | 55,4 | 1º          | Finale di conference |
| 1998-99  | CBA  | Fort Wayne Fury | 28 | 28 | 50,0 | 3º          | Primo turno          |
| 1999-00  | CBA  | Fort Wayne Fury | 26 | 30 | 46,4 | 4º          | Primo turno          |
| 2000-01  | CBA  | Fort Wayne Fury | 11 | 9  | 55,0 | 3º          | non disputati        |